# Ormont-Dessus
Ormont-Dessus ist eine politische Gemeinde im Distrikt Aigle des Kantons Waadt in der Schweiz. Die früheren deutschen Namen Ormund und Ulmenthal werden heute nicht mehr verwendet. Der bekannteste Ortsteil ist das Feriendorf Les Diablerets.

## Geographie

Luftbild (1971)

Ormont-Dessus liegt rund 15 km östlich des Bezirkshauptortes Aigle (Luftlinie). Die aus mehreren Ortsteilen bestehende Gemeinde befindet sich im oberen Teil des Tals der Grande Eau, in der Talschaft Les Ormonts in den Waadtländer Alpen, am Nordwestfuss des Massivs von Les Diablerets.
Die Fläche des 61,5 km² grossen Gemeindegebiets umfasst einen Abschnitt der Waadtländer Alpen. Der zentrale Teil des Gebietes wird vom breiten Talkessel der Grande Eau eingenommen, in die bei Les Diablerets der rechte Nebenbach Le Dar mündet. Die Talschaft Les Ormonts wird im Norden von der Bergkette mit Pic Chaussy (2351 m ü. M.), Châtillon (2478 m ü. M.), Le Tarent (2548 m ü. M.), La Para (2540 m ü. M.) und Cape au Moine (2352 m ü. M.) begrenzt. Am Südhang dieser Kette befinden sich ausgedehnte Alpweiden.
Südlich des Tals erstreckt sich der Gemeindeboden auf die Tête de Meilleret (1939 m ü. M.) und auf die Berggipfel des Kalkmassivs der Les Diablerets: Culan (2789 m ü. M.), Sommet des Diablerets (der Südwestgipfel ist mit 3210 m ü. M. der höchste Punkt von Ormont-Dessus), Sex Rouge (2972 m ü. M.) und Becca d’Audon (Oldenhorn, 3123 m ü. M.). Auf der Höhe des Diablerets-Massivs liegt der Tsanfleurongletscher (grösstenteils ausserhalb des Gemeindegebietes). Die Quellbäche der Grande Eau werden durch die an den steilen Nordhängen des Massivs liegenden Firnfelder Glacier de Pierredar, Mauvais Glacier, Glacier de Prapio, Glacier du Dar und Glacier du Sex Rouge gespeist.
Nach Osten reicht die Gemeindefläche über die Passhöhe des Col du Pillon (mit dem Retaudsee), welcher die europäische Hauptwasserscheide zwischen Rhone und Rhein bildet, bis in das Einzugsgebiet der Saane. Von der Gemeindefläche entfielen 1997 4 % auf Siedlungen, 31 % auf Wald und Gehölze, 33 % auf Landwirtschaft und rund 32 % war unproduktives Land.

## Dörfer von Ormont Dessus
Die Gemeinde Ormont-Dessus besteht aus folgenden Dörfern und Weilern (es gibt keinen Ort, der denselben Namen wie die Gemeinde trägt):
- Les Diablerets, 1163 m ü. M., Verwaltungszentrum von Ormont-Dessus, Feriendorf in einem weiten Talkessel der Grande Eau am Fuss des gleichnamigen Bergmassivs Les Diablerets. In Les Diablerets wurden die Skiwettkämpfe der Olympischen Jugend-Winterspiele 2020 ausgetragen.
- Le Plan, 1150 m ü. M., im Tal der Grande Eau westlich an Les Diablerets anschliessend
- Vers-l’Eglise, 1128 m ü. M., auf der linken Talseite der Grande Eau
- Le Rosex, 1095 m ü. M., auf der rechten Talseite der Grande Eau

Nachbargemeinden von Ormont-Dessus sind Château-d’Oex, Ormont-Dessous, Ollon, Gryon und Bex im Kanton Waadt, Conthey und Savièse im Kanton Wallis sowie Gsteig bei Gstaad im Kanton Bern. Auf dem Gipfel des Oldenhorns befindet sich ein Dreikantonseck zu den Kantonen Bern und Wallis ().

## Bevölkerung
Mit 1423 Einwohnern (Stand 31. Dezember 2023) gehört Ormont-Dessus zu den mittelgrossen Gemeinden des Kantons Waadt. Von den Bewohnern sind 89,5 % französisch-, 3,6 % deutsch- und 2,0 % portugiesischsprachig (Stand 2000). Die Bevölkerungszahl von Ormont-Dessus belief sich 1870 auf 1061 Einwohner, 1900 auf 1092 Einwohner. Im Verlauf der ersten Hälfte des 20. Jahrhunderts nahm die Einwohnerzahl bis 1960 auf 921 Einwohner ab. Seither wurde ein deutliches Bevölkerungswachstum, insbesondere während der 1990er Jahre, verzeichnet.

## Wirtschaft
Ormont-Dessus war bis Ende des 19. Jahrhunderts eine überwiegend durch die Landwirtschaft geprägtes Gemeinde. Mit der verbesserten Verkehrsanbindung seit etwa 1870 entwickelte sie sich allmählich zu einem Ferien- und Fremdenverkehrsort.
Noch heute haben die Milchwirtschaft und Viehzucht einen wichtigen Stellenwert in der Erwerbsstruktur der Bevölkerung. In den voralpinen Gebieten gibt es ausgedehnte Alpweiden zur Sömmerung der Viehbestände. Weitere Arbeitsplätze sind im lokalen Kleingewerbe und vor allem im Dienstleistungssektor vorhanden. Das Gewerbe ist neben den Gütern des täglichen Bedarfs auf die Bedürfnisse des Tourismus ausgerichtet. In Les Diablerets wird seit 1969 das Bergfilmfestival (Festival International du Film Alpin) ausgetragen. Im Ort befindet sich das Heimatmuseum Musée des Ormonts und seit 1983 das grosse Kongresszentrum.

### Tourismus
Der Ort Les Diablerets ist heute sowohl auf den Sommer- als auch auf den Wintertourismus ausgerichtet. Die Alpweiden und Berge auf der nördlichen Talseite von Les Ormonts laden zu ausgedehnten Spaziergängen und Bergwanderungen ein. Seit den 1950er Jahren wurden die umliegenden Berge durch Seilbahnen erschlossen. Skilifte gibt es auf der Alp Isenau und am Hang der Tête de Meilleret. 1964 wurden mit der Eröffnung der Bergbahnen (drei Sektionen) auf den Sex Rouge (2940 m ü. M.) die Gletscher des Diablerets-Massivs dem Fremdenverkehr erschlossen. Auf dem Tsanfleurongletscher kann bis weit in den Sommer hinein Ski gefahren werden.

## Verkehr

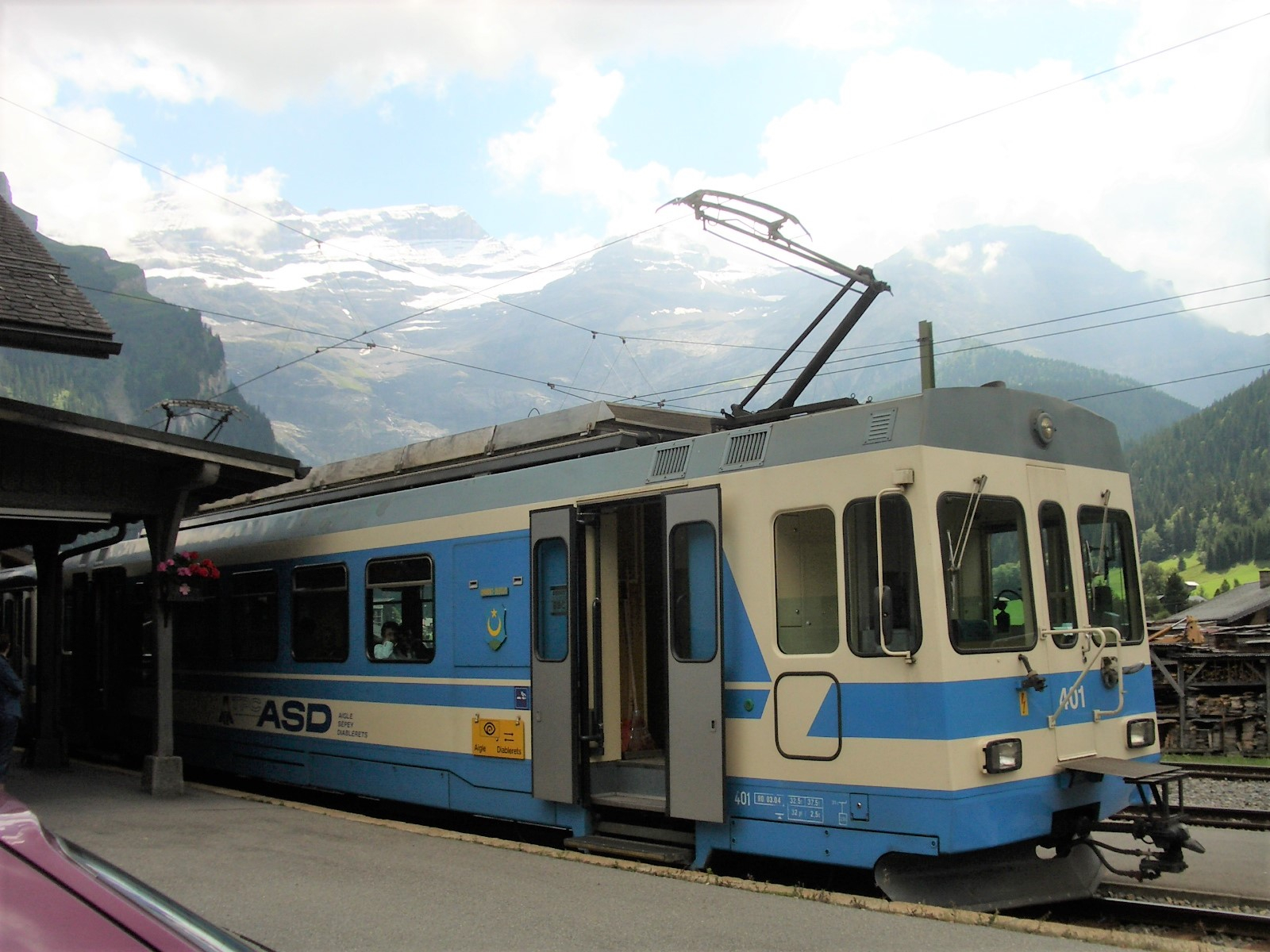
Bahnhof Les Diablerets mit Triebwagen BDe 4/4 401 der Chemin de fer Aigle-Sépey-Diablerets und Diablerets-Massiv

Die Gemeinde ist verkehrstechnisch recht gut erschlossen. Les Diablerets liegt an der Hauptstrasse, die von Aigle über den Col du Pillon nach Gstaad im westlichen Berner Oberland führt. Über den Col de la Croix gibt es eine direkte Strassenverbindung mit dem Ausflugsgebiet Villars-sur-Ollon.
Seit dem 22. Dezember 1913 ist Les Diablerets an die von den Transports Publics du Chablais betriebene Schmalspurbahnstrecke Aigle–Sépey–Diablerets angebunden. Für die Feinverteilung im öffentlichen Verkehr sorgen Buslinien von Les Diablerets über den Col du Pillon nach Gstaad und Schönried sowie über den Col de la Croix nach Villars-sur-Ollon.
Les Diablerets ist Mitglied der Alpine Pearls, die sich für umweltfreundliche Mobilität im Alpenraum einsetzen.

## Geschichte
Die Talschaft von Les Ormonts wurde vermutlich in der Zeit vom 7. bis 9. Jahrhundert urbar gemacht und von Bewohnern aus dem Rhônetal besiedelt. Das Gebiet gehörte zum Besitz der Abtei Saint-Maurice, die im 13. Jahrhundert unter die Oberhoheit der Grafen von Savoyen kam. Der hintere Teil des Tales mit Les Diablerets hiess zu dieser Zeit La Joux d’Ormonts, im 15. Jahrhundert Outre Joux und seit dem 16. Jahrhundert Ormont-Dessus.

Letzte Postkutschenfahrt Aigle – Sépey 1913

Mit der Eroberung der Herrschaft Aigle durch Bern im Jahr 1476 gelangte Ormont-Dessus unter die Verwaltung des Gouvernements Aigle. Gegen den harten Widerstand der Talbevölkerung wurde 1529 die Reformation eingeführt. Beim Zusammenbruch des Ancien Régime wehrte sich die Bevölkerung 1798 gegen die Besitznahme durch die französischen und waadtländischen Truppen. Es kam zu kriegerischen Auseinandersetzungen, bevor die Talschaft endgültig kapitulierte. In der Folge gehörte Ormont-Dessus von 1798 bis 1803 während der Helvetik zum Kanton Léman, der anschliessend mit der Inkraftsetzung der Mediationsverfassung im Kanton Waadt aufging. 1798 wurde es dem Bezirk Aigle zugeteilt.
Mit der verbesserten Verkehrsanbindung begann um 1850 der wirtschaftliche Aufschwung zum Fremdenverkehrsort. Als erstes wurde 1856 das Grand Hôtel, damals noch unter dem Namen Hôtel des Diablerets, eröffnet. In diesem Gebäude brach in der Nacht vom 5. auf den 6. Juni 1956 ein Brand aus, dem 12 Menschen zum Opfer fielen.

## Wappen
Beschreibung: In Blau über einem grünen Dreiberg ein goldener liegender Halbmond und darüber ein fünfzackiger goldener Stern.

## Sehenswürdigkeiten
Die Pfarrkirche Saint-Théodule, die 1456 geweiht wurde, steht im Ortsteil Vers-l’Eglise. Der einschiffige Bau mit einem Frontturm und einem polygonalen Chor wurde um 1708 barockisiert. Les Diablerets ist durch zahlreiche Hotel- und Chaletbauten geprägt.

## Bilder

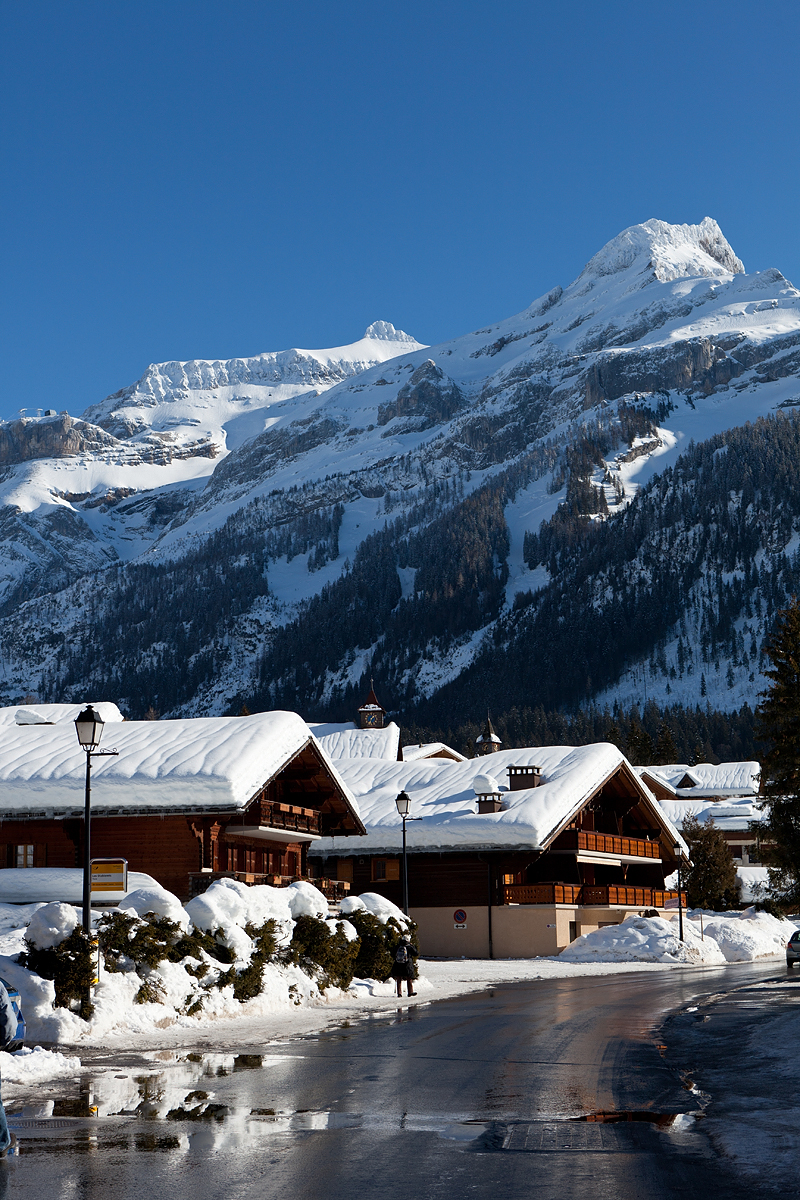
Rue de la Gare
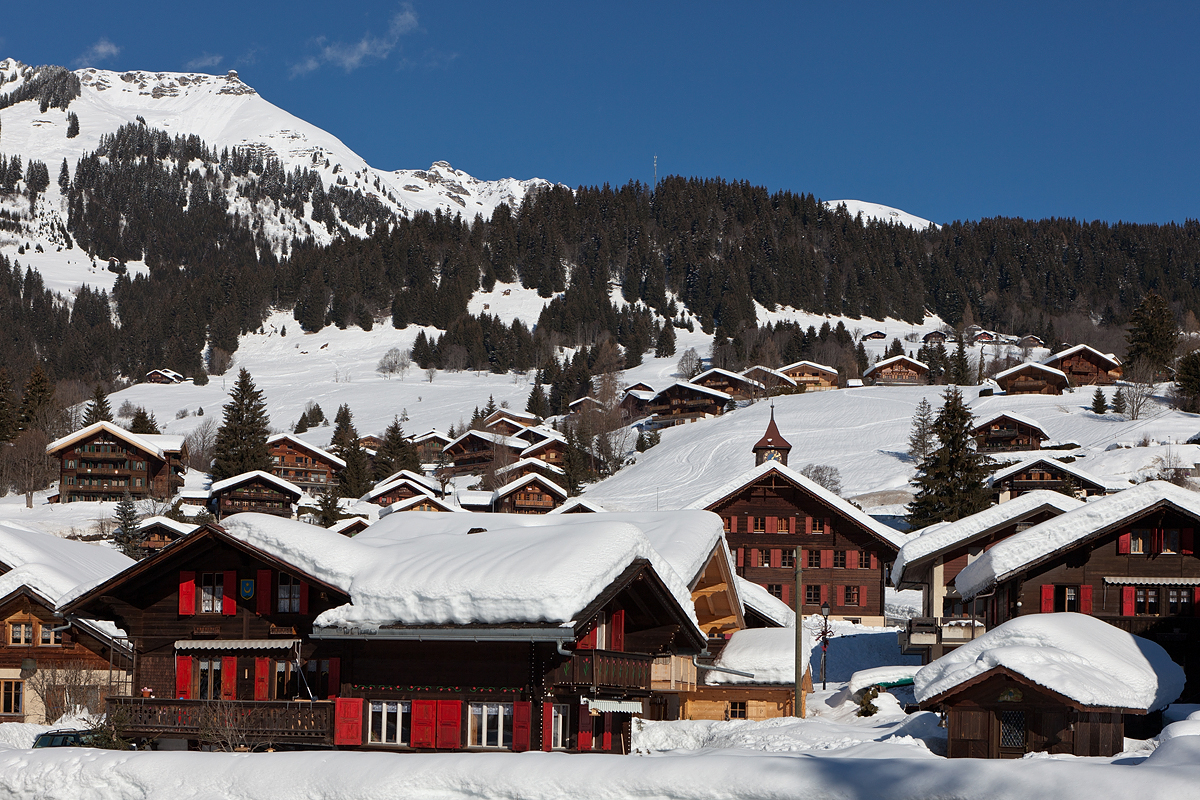
Collège (Schulhaus)
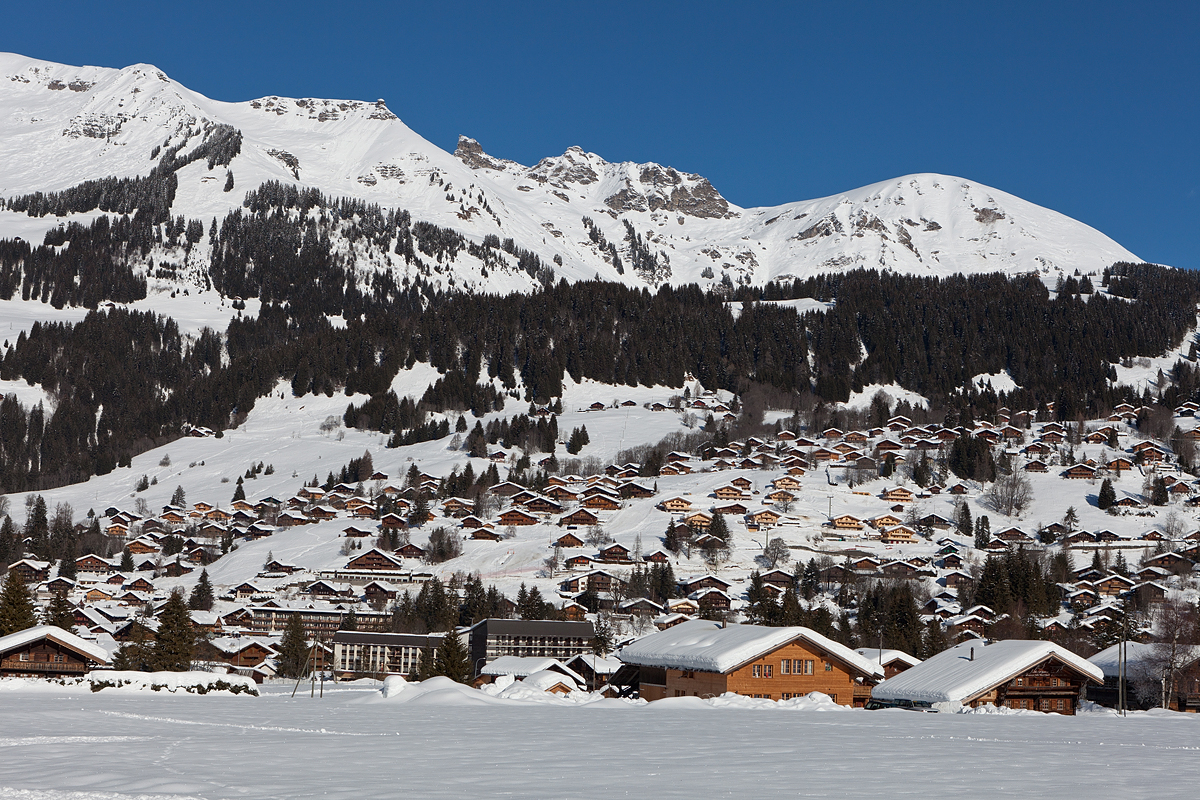
Les Diablerets